# Mood-Management
Die Theorie des Mood-Management (Stimmungs-Management) besagt, dass Menschen Medien nutzen, um ihre Stimmung ("mood") zu regulieren ("manage"), sie geht also davon aus, dass die Wahl von Medienangeboten bzw. medialer Unterhaltung von Emotionen bzw. von der Stimmungslage des Rezipienten beeinflusst wird. Erstmals wurde der Begriff 1986 vom US-amerikanischen Forscher Dolf Zillmann im Rahmen der Medienpsychologie verwendet. Gezeigt wurde, dass Probanden mit hoher Aktivierung eher entspannende Fernsehsendungen wählten, Probanden mit geringer Aktivierung (Langeweile) dagegen bevorzugten aktivierende Sendungen. Ziel des Rezipienten ist dabei der innere Spannungsausgleich. Entsprechend der Stimmung soll die Spannung gehoben bzw. erhalten oder reduziert werden. Der soziale Kontext, zeitliche Effekte etc. blieben bei diesen Untersuchungen allerdings weitgehend unberücksichtigt. Kritiker bemängeln zudem die beschränkte Aussagekraft der durchgeführten Laborexperimente zur Übertragung auf den Alltag. Inzwischen wird die Theorie des Mood-Managements auch in der Werbepsychologie eingesetzt und wurde entsprechend erweitert. Mikunda begründet damit etwa den Erfolg von rein emotionalen Pavillons auf Weltausstellungen. Populäres Beispiel dafür ist der Einsatz spezieller Hintergrundmusik im Einzelhandel, wodurch die Stimmung der Konsumenten im Laden beeinflusst werden soll. Vgl. für aktuelle Ergebnisse z. B.